# Mecopisthes
Genre
Mecopisthes est un genre d'araignées aranéomorphes de la famille des Linyphiidae.

## Distribution
Les espèces de ce genre se rencontrent en écozone paléarctique.

## Liste des espèces
Selon World Spider Catalog (version 25.0, 15/03/2024) :
- Mecopisthes alter Thaler, 1991
- Mecopisthes crassirostris (Simon, 1884)
- Mecopisthes daiarum Bosmans, 1994
- Mecopisthes jacquelinae Bosmans, 1994
- Mecopisthes latinus Millidge, 1978
- Mecopisthes millidgei Wunderlich, 1995
- Mecopisthes monticola Bosmans, 1994
- Mecopisthes nasutus Wunderlich, 1995
- Mecopisthes nicaeensis (Simon, 1884)
- Mecopisthes orientalis Tanasevitch & Fet, 1986
- Mecopisthes paludicola Bosmans, 1994
- Mecopisthes peuceticus Caporiacco, 1951
- Mecopisthes peusi Wunderlich, 1972
- Mecopisthes pumilio Wunderlich, 2008
- Mecopisthes rhomboidalis Gao, Zhu & Gao, 1993
- Mecopisthes silus (O. Pickard-Cambridge, 1873)
- Mecopisthes tokumotoi Oi, 1964

## Systématique et taxinomie
Ce genre a été décrit par Simon en 1926 dans les Argiopidae.

## Publication originale
- Simon, 1926 : Les arachnides de France. Synopsis générale et catalogue des espèces françaises de l'ordre des Araneae; 2e partie. Paris, vol. 6, p. 309-532.